# Kupfrige Sonnenspringspinne
Die Kupfrige Sonnenspringspinne (Heliophanus cupreus) oder nur Sonnenspringspinne genannt, ist eine Webspinne aus der Familie der Springspinnen (Salticidae).

## Merkmale
Weibchen erreichen eine Körperlänge von 4 bis 6 Millimetern, Männchen eine von 3,5 bis 4 Millimetern. Die Grundfärbung der Kupfrigen Sonnenspringspinne ist recht dunkel und fast schwarz mit einem deutlichen, kupferfarbigen Glanz, der durch Schuppenhaare entsteht. Weibchen haben drei mehr oder weniger deutliche weiße Querbinden. Eine davon ist hinter der vorderen Augenreihe, eine hinter dem dritten und eine in der Mitte des Vorderkörpers. Der Vorderrand des Hinterleibs ist das Weibchen mit mehreren weißen Streifen versehen. Diese nehmen etwa die zwei hinteren Drittel der Ränder des Abdomens ein. Die Beine der weiblichen Tiere sind hell bräunlich bis gelb, während die Schienen beidseitig schwarz gestreift sind. Auffällig sind die leuchtend hellgelben Taster des Weibchens. Dem Männchen fehlen diese Eigenschaften und damit auch die Zeichnungen des Weibchens. Dafür ist der Hinterleib des Männchens mit einem stärkeren kupfrigen Metallglanz versehen. Die Beine des Männchens sind deutlich dunkler als jene des Weibchens und verfügen an der Außenseite weiße Haarstreifen. Die Taster des Männchens sind schwarz und verfügen über wenige weiße Haare. Die Schenkel der Taster der männlichen Tiere sind unten mit einem Höcker versehen, der in einer Spitze endet.

## Vorkommen
Die Kupfrige Sonnenspringspinne bewohnt sonnige Waldränder und von Gebüschen gesäumte Wege. In ihrem Verbreitungsgebiet ist sie häufig und darüber hinaus die häufigste Art der Gattung. Ausgewachsene Tiere sind überwiegend im Mai und im Juni vorzufinden, Weibchen gelegentlich auch noch in den Folgemonaten.

## Lebensweise
Die Kupfrige Sonnenspringspinne hält sich in ihrem Habitat überwiegend im Gebüsch und in der bodennahen Vegetation auf. Die Tiere bauen ein Wohngespinst, in dem sie sich während der Häutung oder bei ungünstigen Witterungen aufhalten.

## Galerie

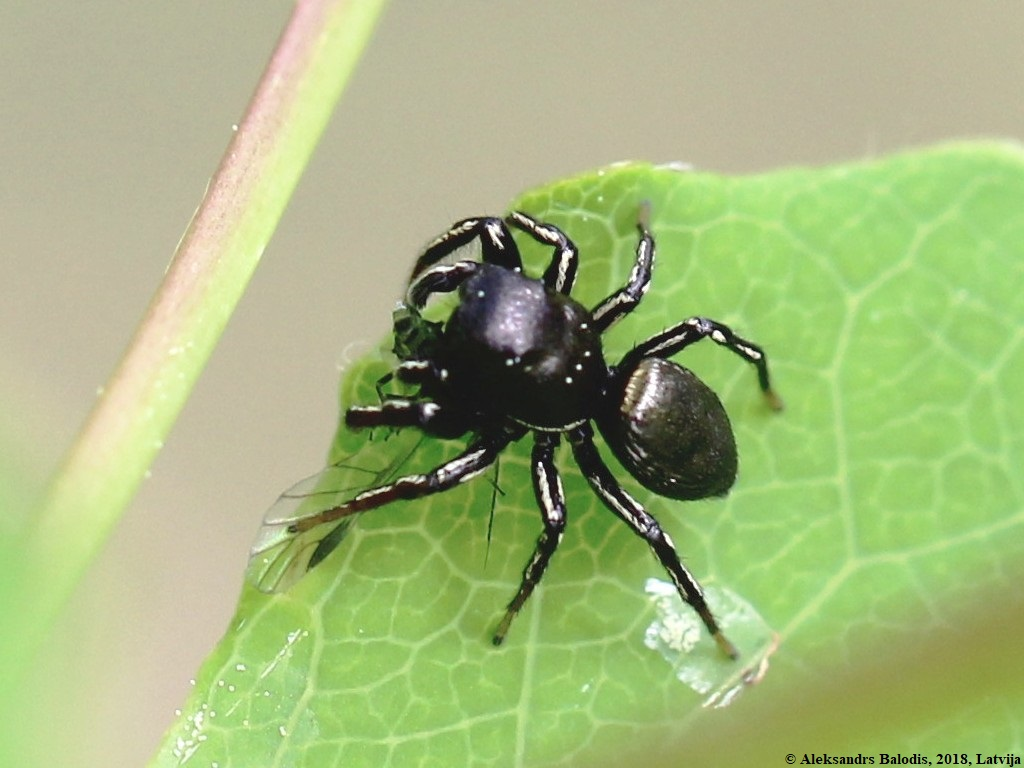
Männchen.
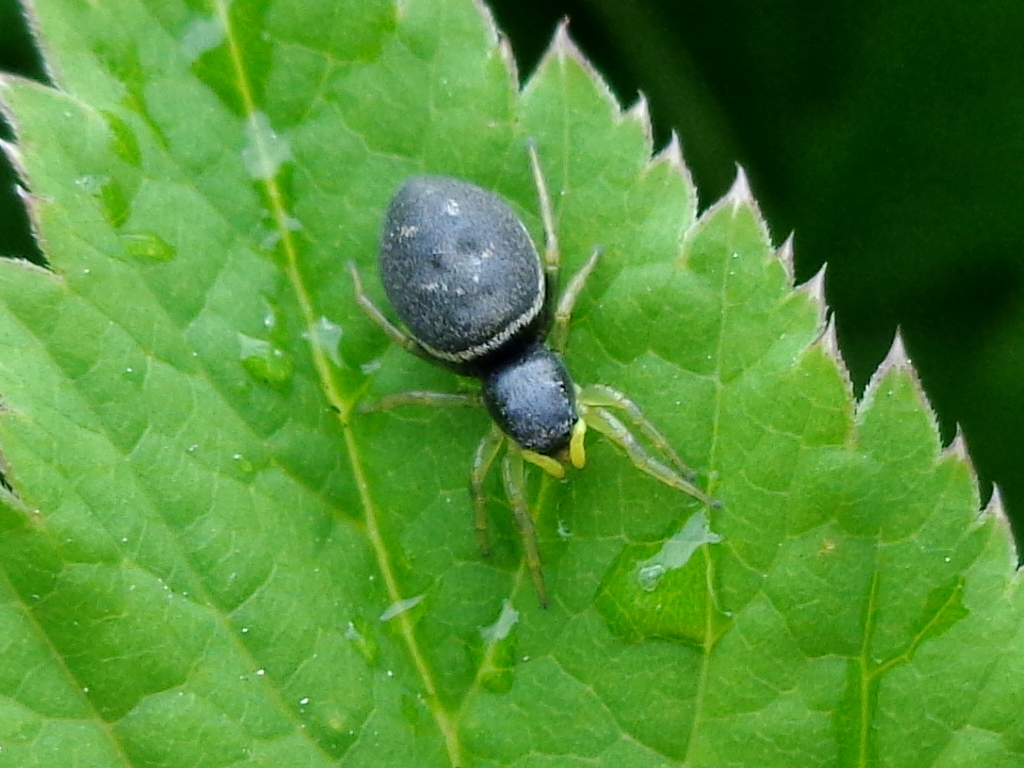
Draufsicht eines Weibchens.
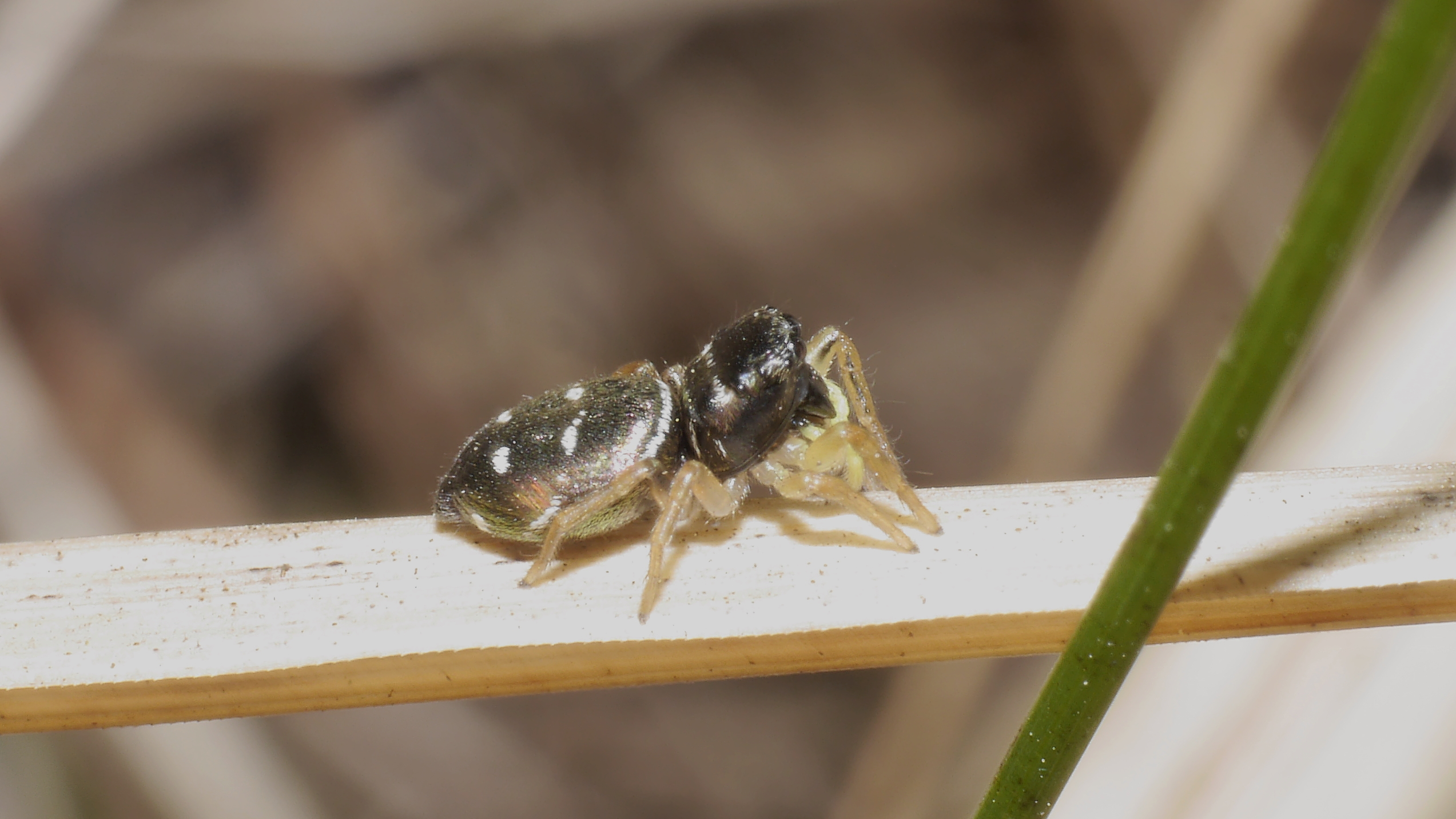
Lateralansicht eines Weibchens.
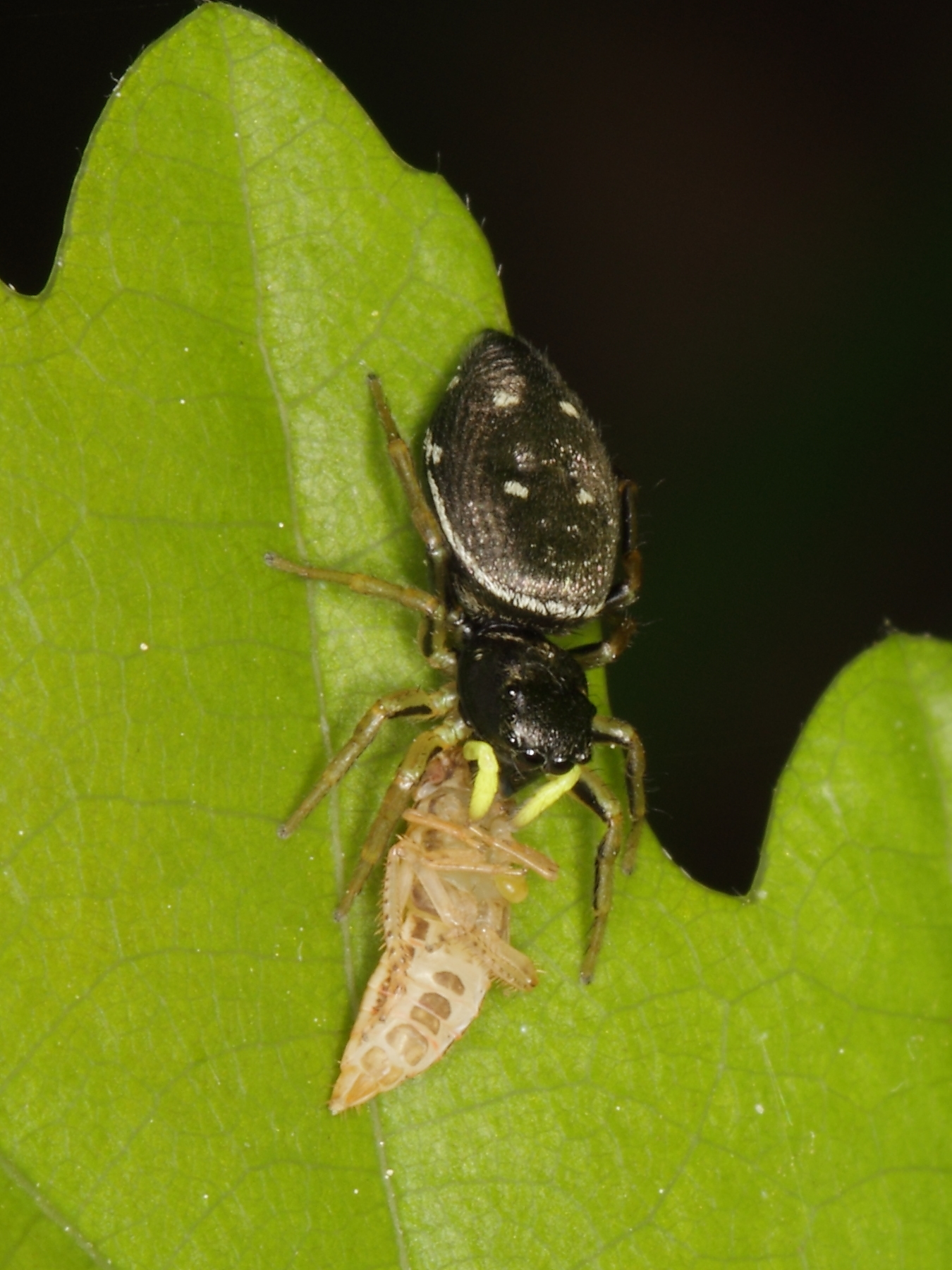
Weibchen mit erbeuteter Spitzkopfzikade.
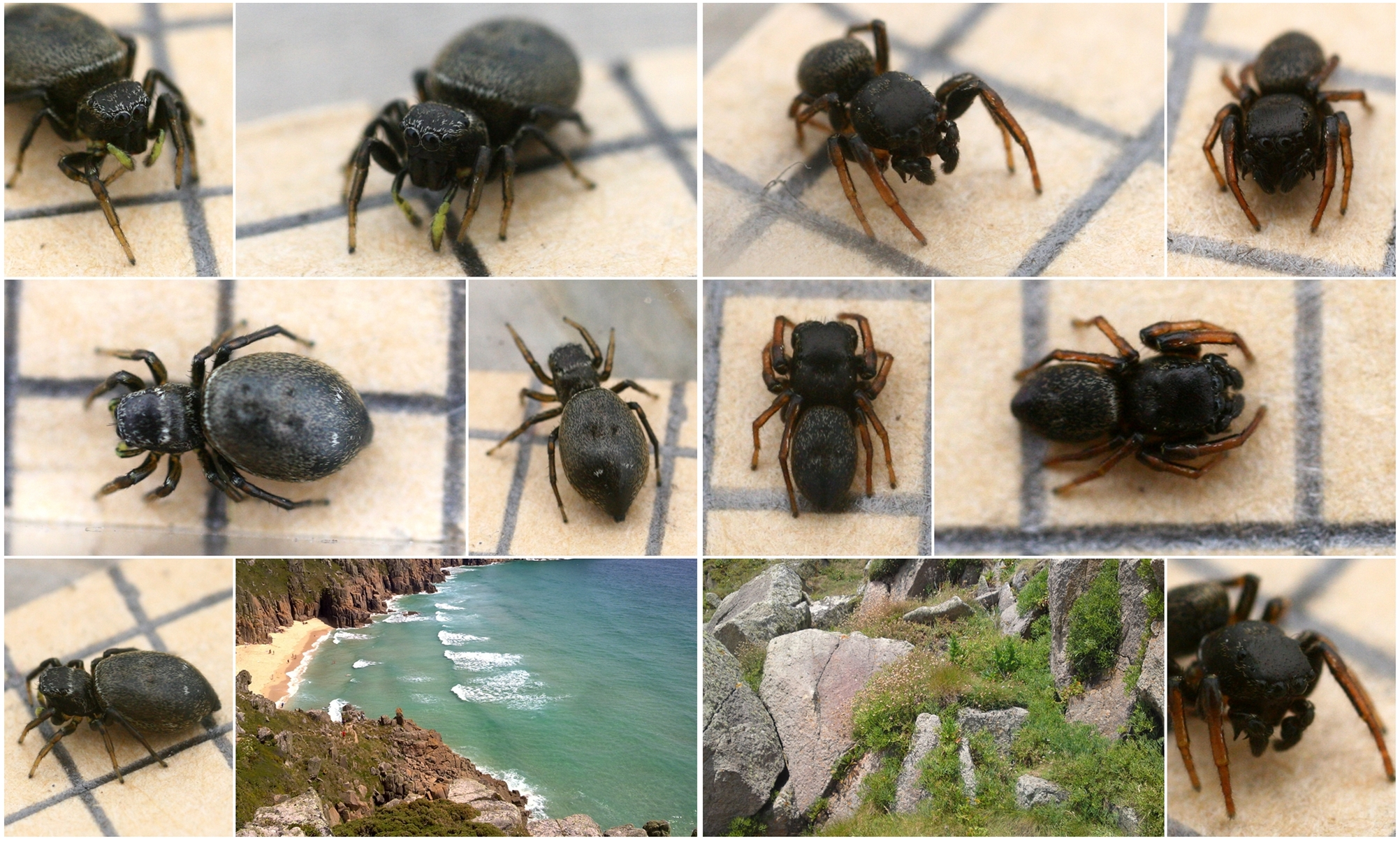
Bildzusammenstellung von Exemplaren beider Geschlechter und ihren Fundorten.